# 성형 엔진

5기통 성형 엔진의 동작

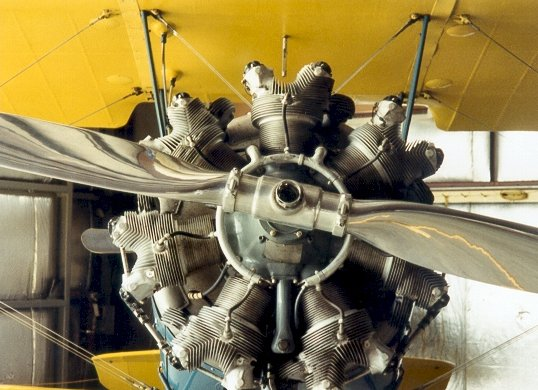
항공기의 기수에 장착된 성형 엔진

성형 엔진(星型-, 영어: Radial engine)이란, 주로 항공기용으로 사용되는, 실린더를 방사형으로 배열한 엔진이다. 대부분은 가솔린 엔진이지만 디젤 엔진도 제조되었다.

## 특징

5기통 성형 엔진의 급배기 밸브와 그것을 작동시키는 기구의 구조도

짧은 크랭크 샤프트
1중 성형 엔진은 크랭크 축이 단기통 기관과 같은 길이이므로, 엔진 제조 기술 수준이 낮았던 20세기 초에는 크랭크 축이 크고 길어지며 강성의 확보가 어려운 직렬 엔진이나 V형 엔진보다 제조가 쉬웠다. 또 전체적으로 가볍고 튼튼한 구조가 된다.
냉각 방식
각 실린더가 전면(前面)에 노출되기 때문에 냉각풍을 받아들이기 쉬워 대부분 공랭만으로 충분한 냉각 성능을 얻을 수 있었다. 예외적으로 일부 수랭식 엔진도 존재했다.
반면 단면적이 크기 때문에 속도가 높아질수록 프로펠러 후류(後流)가 냉각으로 낭비된다는 단점이 있다(이 단점은 카울을 사용하여 줄일 수 있다).
또 추진용 프로펠러와 별도로 소형 강제 냉각팬을 이용하는 방법도 있다.
다기통화
사점 발생을 막기 위해 거의 모든 성형 엔진이 홀수 기통이며, 7, 9기통 엔진도 있다. 그 이상으로 다기통화할 경우 그것들을 직렬로 연결하여 이중, 삼중, 사중 성형이라 부른다. 뒷쪽 실린더를 위해 그 앞줄의 실린더 사이에 배치한다. 3중 이상의 다중 성형 엔진에서는 소형-출력만을 너무 추구한 나머지 냉각의 균등성 및 정비성이 희생된 경우도 있다.
플레이트 캠(OHV의 경우에만)
방사형 실린더이므로, 급배기 밸브를 작동시키는 푸시로드도 방사형으로 늘어선다. 따라서 많은 경우 샤프트는 이용되지 않으며, 캠은 크랭크 케이스 바깥쪽 경계를 따르는 큰 원판이다.
원활한 회전
모든 방위에 대해 대칭인 형상이므로 이론상 관성에 대해서는 실용상 거의 완전한 균형을 얻을 수 있다. 동시에, 크랭크 샤프트에 대한 부담도 줄어든다. 다만 중력(또는 G) 관계상 기화기 방식에서는 모든 실린더에 균등하게 혼합기를 나눠주기가 비교적 어렵다.

## 같이 보기
- 방켈 엔진